# Aria & cielo (singolo)
Aria & cielo è un singolo del cantautore italiano Umberto Tozzi, pubblicato nel 1997.
Il brano, scritto da Mogol e dallo stesso Tozzi, è tratto dall'omonimo album Aria & cielo.